# Västerkärr
Västerkärr is een plaats in de gemeente Habo in het landschap Västergötland en de provincie Jönköpings län in Zweden. De plaats heeft 85 inwoners (2005) en een oppervlakte van 17 hectare.